# Teardrop Lake
Der Teardrop Lake ist ein See im Southland District der Region Southland auf der Südinsel von Neuseeland.

## Namensherkunft
Der Name für den See wurde auf Vorschlag des Direktors des Canterbury Museum, Roger Duff, vergeben, nachdem der See im Jahr 1955 bei der Fiordland-Expedition des Museums entdeckt wurde.

## Geographie
Der See befinden sich auf einer Höhe von 283 m im Fiordland National Park, rund 2,5 km nordöstlich des Precipice Cove, der Teil des Kaikiekie / Bradshaw Sound ist. Mit einer Flächenausdehnung von 39,5 Hektar erstreckt sich der See über eine Länge von rund 1,19 km in Westsüdwest-Ostnordost-Richtung und misst an seiner breitesten Stelle rund 650 m in Nordnordwest-Südsüdost-Richtung. Der Seeumfang beträgt rund 3,13 km.
Gespeist wird der Teardrop Lake von dem von Osten kommenden Misty River, der den See nach Westen hin auch entwässert. Der Misty River mündet dann knapp 6 Flusskilometer weiter in südwestlicher Richtung in den Precipice Cove des Kaikiekie / Bradshaw Sound.